# السماء في كل مكان (فلم)
السماء في كل مكان (بالإنجليزية: The Sky Is Everywhere) هو فيلم درامي رومانسي أمريكي لعام 2022 من إخراج جوزفين ديكر وتأليف جاندي نيلسون، يستند إلى روايتها التي تحمل الاسم نفسه، تم إصداره في 11 فبراير 2022.

## روابط خارجية
- مقالات تستعمل روابط فنية بلا صلة مع ويكي بيانات